# Requiem for Jazz
Requiem for Jazz ist ein Konzeptalbum von Angel Bat Dawid. Die im Wesentlichen am 28. September 2019 im Rahmen des Hyde Park Festival in der Performance Hall des Logan Center for the Arts in Chicago entstandenen, aber stark weiter bearbeiteten Aufnahmen erschienen am 24. März 2023 auf International Anthem.

## Hintergrund
Die Komponistin, Klarinettistin und Sängerin Angel Bat Dawid legte mit Requiem for Jazz eine zwölfsätzige Suite vor, die teilweise inspiriert von Dialogen aus dem Film The Cry of Jazz des in Chicago geborenen Komponisten, Filmemachers und Schriftstellers Edward O. Bland von 1959 ist; wie das Album eine weitreichende Abhandlung über die afroamerikanische Geschichte. The Cry of Jazz versteht sich selbst als eine scharfe Kritik der Rassenpolitik in den USA, zieht formale Vergleiche zwischen der Struktur der Jazzmusik und der afroamerikanischen Erfahrung – als einer von Freiheit und Zurückhaltung, von Freude und Leiden – die sich im Triumph des Geistes die erdrückenden Vorurteile des täglichen Lebens manifestiert, hieß es in den Liner Notes. „Ich möchte, dass wir dieses sehr wunderbare Gespräch fortsetzen, das Ed Bland vor über 50 Jahren begonnen hat,“ sagte Angel Bat Dawid zur Veröffentlichung ihres Albums.
Der Film schneidet Archivrollen aus schwarzen Vierteln in Chicago mit Live-Aufnahmen von unter anderem Sun Ra und seinem Arkestra zusammen und bleibt eine radikale und vorausschauende Beschwörung des schwarzen Stolzes und seiner Wurzeln in der Geschichte des Jazz, von Spirituals bis Blues und darüber hinaus. Wie der südafrikanische Schriftsteller Nombuso Mathibela in den Liner Notes des Albums festhält:
[Musik ist unsere Kampfwaffe]
das unser positives Streben, unseren Gruppenstolz und unsere Entschlossenheit als Schwarze Menschen strahlend trägt. Schall! unser schönes Feuer, das der Welt Licht gab.
Und eine Welt, die uns Blues beschert hat. Der Blues, der uns das Schwarze im Jazz beschert hat
Requiem for Jazz bezieht musikalische Anleihen aus Mozarts Requiem in d-Moll (KV 626) ein und verbindet Elemente der Great Black Music von Spirituals über Vocoder-verzerrten Gesang und Hip-Hop bis zu Neuer Musik, wobei an zeitgenössischen afroamerikanischen Komponisten wie Jeffrey Mumford, George Lewis oder Pamela Z angeknüpft werde.
Die Musik aus dem Projekt wurde ursprünglich 2019 auf dem Hyde Park Jazz Festival in Chicago uraufgeführt, wo Angel Bat Dawid neben einem vierköpfigen Chor (mit Sängern des Black Monument Ensemble) ein generationenübergreifendes 15-köpfiges Instrumentalensemble aus afroamerikanischen Musikern aus Chicago dirigierte, sowie Tänzer und bildende Künstler. Aufnahmen von der Aufführung wurden dann von Dawid abgemischt und postproduziert; dabei wurden Zwischenspiele, Gesang und zusätzliche Sounds hinzugefügt. Requiem for Jazz transkribiert nicht nur ein Stück aus dem Film, sondern spielt auch auf The Cry of Jazz an.
Das Album enthält aber auch zusätzliche Beiträge von Marshall Allen (dem Leiter des Sun Ra Arkestra) und Knoel Scott sowie dem Pianisten Dr. Charles Joseph Smith, dem Altsaxophonisten Fred Jackson, Jr., der Klarinettistin Hannah Washington, den Sängern Tremaine Parker, Monique Golding, Diakon Julian Otis Cooke und Phillip Armstrong, Schlagzeuger Vincent Davis und vielen anderen.

## Zur Entstehung vonRequiem for Jazz
„Der umstrittenste Teil des Films [The Cry of Jazz] ist, dass die Hauptfigur sagt, der Jazz sei tot“, erklärte Angel Bat Dawid, „und er wurde 1959 gedreht, einem der größten Jahre im Jazz, als Kind of Blue von Miles Davis und The Shape of Jazz to Come von Ornette Coleman erschienen waren! Also dachte ich: ‚Wenn der Jazz für tot erklärt wurde, warum gab es dann keine Beerdigung?‘ Und wenn Sie Musik für eine Beerdigung schreiben, nennt man das Requiem. So sehr es mir auch um mein Bewusstsein für Jazz geht, ich stehe auch auf Mozart. Mein Vater hat mich als kleines Mädchen zu Amadeus [von Miloš Forman, 1984] mitgenommen, und Mozarts „Requiem“ war schon immer ein Teil meines Lebens. Ich habe im Mai [2019] mit der Komposition des ersten Satzes [von Requiem for Jazz] begonnen; im Juni hatte ich alles fertig.“
„Haben die Leute nicht etwa alle zehn Jahre gesagt, Jazz sei tot? Ja, aber das Große an Jazz und Blues ist, dass sie aus dem Leiden herausgekommen sind“, so Dawid. „Ein Punkt, auf den der Film hinweist, ist, dass Jazz nicht weiter gehen kann, weil er mit dem Leiden der Schwarzen verbunden ist. Es ist unsere einzige traditionelle Musik. [Der Rapper] Nas hatte 2006 ein Album namens Hip Hop is Dead veröffentlicht. Hip-Hop hat die gleiche Struktur wie Jazz: Du hast eine sich wiederholende Schleife und improvisierst darüber. Diese sich wiederholende Schleife – wir stecken in der Schleife des Leidens fest. Wir müssen unser Leben innerhalb dieser Schleife improvisieren. Wenn wir also kulturell sagen, dass es tot ist, sagen wir nicht, dass der Geist des Jazz tot ist. Der Körper des Jazz ist tot, aber der Geist des Jazz wird immer lebendig bleiben.“

## Titelliste
- Angel Bat Dawid: Requiem for Jazz (IARC0061)[6]

1. Jazz is merely the Negroes cry of Joy & Suffering 1:05
2. Introit – Joy n’ Suff’rin 3:33
3. Jazz is the musical expression of the triumph of the Negroes Spirit 1:14
4. Kyrie Eleison – Lawd Hav’ Merci 4:59
5. This endless repetition is like a Chain around the Spirit. And is a reflection of the denial of a future to the Negro in the American way of life 1:13
6. Dias Ire – Chain Around the Spirit 3:51
7. Another restraining factor in Jazz are the changes 0:43
8. Tuba Mirum – The Changes 3:06
9. The Negro experiences the endless daily humiliation of American life which bequeaths him a Futureless Future 1:21
10. Rex Tremendae – Futureless Future 2:38
11. The Negro transforms America’s image of him into a transport of Joy! 1:33
12. Recordare – Recall the Joy 2:06
13. Jazz reflects the improvised life thrust upon the Negro 1:40
14. Confutatis – Repression 3:46
15. Through Spirituals, through the Blues, then through Jazz we made a memory of our past and a promise of all to come 2:14
16. Lacrimosa – Weeping our Lady of Sorrow 2:44
17. Because Jazz is the one element in American life where whites must be humble to the Negro 1:30
18. Offerturium – Hositas-Humility 3:42
19. Only when whites have paid the price in suffering to be the Negroes equal 0:40
20. Sanctus – Holy, Holy, Holy 2:10
21. The Jazz body is dead but the Spirit of Jazz is Alive 0:38
22. Agnus Dei – Jazz is Dead! 2:06
23. Lux Aeterna – Eternal Light (Angel Bat Dawid) / My Rhapsody (Paul Severson & Norman Leist) feat. Marshall Allen & Knoel Scott 5:49
24. Long Tone for Rayna Golding (A Binti Zawadi our Future) 2:35

Wenn nicht anders vermerkt, stammen die Kompositionen von Angel Bat Dawid. Die Texte beinhalten Auszüge aus „The Cry of Jazz“ und dem römisch-katholischen Missal zur Totenmesse.

## Rezeption
Phil Freeman schrieb in Ugly Beauty/Stereogum, die Musik vermische Gospel, Free Jazz, Hip-Hop und mehr und hat eine hochintensive Theatralik. Die vier Vokalisten würden über Freiheit, Freude, Verzweiflung und Widerstandsfähigkeit singen, während die Instrumente ein- und ausflimmern. Es sei eigentlich unmöglich, nur einen Track von diesem Album herauszuziehen und dem Hörer ein Gefühl für dessen Größe zu geben – man müsse wirklich das ganze einstündige Hörerlebnis auf sich nehmen.
Dieses Album sei ein Meisterwerk, schrieb Dave Sumner in Daily Bandcamp, und Angel Bat Dawids majestätisches, weitläufiges Epos verwebe die Geschichte des Jazz und die afroamerikanische Erfahrung mit Chor-, Jazz- und Orchesterbegleitung, verziert von moderner Elektronik und Postproduktion, und in einer Live-Umgebung mit Tänzern und visueller Begleitung. Das Herz des Blues schlage stark aus jedem Stück und rufe auf seine einzigartige, persönliche Art sowohl Freude als auch Traurigkeit hervor. Dieses „Requiem für den Jazz“ vermittle eine große Vision, es sei ein musikalisches Statement, das so tiefgründig sei, dass es all die verschiedenen Ausdrucksformen, egal wie komplementär, widersprüchlich und vergänglich, so zusammenbringe, dass es unmöglich sei, das Werk nicht in seiner Gesamtheit, zusammenhängend zu betrachten; es sei einfach überragend. Sumner zählte es auch zu den besten Jazzalben des Jahres.
Die Live-Aufnahmen fühlen sich roh und lebendig an und fangen die Energie der Aufführung, die Kraft der Musik und die Subtilität der Emotionen ein, meinte Antonio Poscic (The Qietus). Die Vignetten, die zwischen den Sätzen erscheinen – benannt nach Zitaten aus The Cry of Jazz – würden auf Dawids Erfahrung als Hip-Hop-Produzentin zurückgehen und offenbarten ihre elektronisch veranlagte Seite. In diesen Stücken collagiert sie Klarinetten-Licks, pochende Beats, Klatschen, Vocoder-verzerrte Stimmen, schäbige Synthesizer-Wirbel, rauschhafte Ausbrüche und eine Vielzahl anderer Effekte. Jedes dieser Segmente sampelt auch die Hauptbewegungen, wodurch die Übergänge zwischen ihnen nahtlos und fließend klängen, als ob sie immer da sein sollten.
Ebenfalls in Daily Bandcamp zählte es Diamond Sharp zu den essentiellen Alben des Monats und schrieb, es sei kein Fehler, dass Bat Dawid das Album mit einem Blick in die Zukunft mit „Long Tone for Rayna Golding (A Binti Zawadi our Future)“ beendet, wo sie über die junge Rayna Golding sagt: „I don’t want this [the state of the Welt] to be what she has to look forward to“. Requiem for Jazz sei ein ekstatisches Werk des kosmischen Avantgarde-Jazz, das in seiner Dringlichkeit auf die Vergangenheit und Zukunft der Schwarzen standhaft bleibe. „Wir müssen in die Vergangenheit blicken, um voranzukommen.“
Maxi Broecking stellte Requiem for Jazz ausführlich in die tageszeitung als „kontroverses Konzeptalbum“ vor. Die „liturgische Form der Totenmesse“ mit den thematischen Rückgriffen auf Mozart wirke als musikalisches „Korsett“; ihre 12-sätzige Suite sei als „Abgesang“ auf die Etikettierung „Jazz“ konzipiert, ein „weißes“ Konstrukt, das die originäre Leistung afroamerikanischer Künstler und ihre Urheberrechte nicht anerkenne und „somit sinnbildlich für Unterdrückung und Diskriminierung“ stehe. Die Art und Weise, wie von der Musikindustrie afroamerikanische Musiker durch das Etikett „Jazz“ künstlerisch und kompositorisch an den Rand gedrängt würden, wird angeklagt. Der Jazz sei tot. Doch auch „der Körper des Jazz“ tot sei, wird im Requiem for Jazz festgestellt: „Sein Spirit lebt weiter.“ Dawid gelinge es, entlang der christlichen Liturgie – vom Introitus über das Kyrie eleison bis zum Lux aeterna – ein „Gesamtkunstwerk aus sich kaleidoskopisch ineinanderschiebenden Fragmenten afroamerikanischer Musikkultur“ zu erzeugen.